# Color Developing Agent 3
Color Developing Agent 3 nebo zkráceně CD-3 je chemická látka, která se používá jako barevná vývojka parafenylendiaminové skupiny. Je klíčovou součástí mnoha receptů na barevné vývojky, kde slouží ke vzniku azurového, purpurového a žlutého barviva v jednotlivých vrstvách fotografického filmu nebo papíru.